# Мазур Віталій Устимович
Мазур Віталій Устимович (15 січня 1932, Кушнирівська Слобідка Волочиського району Хмельницької області — 12 березня 2007, Одеса) — радянський військово-морський розвідник-диверсант, капітан I рангу, один із засновників військово-морських розвідувально-диверсійних сил спеціального призначення (Червонопрапорний Чорноморський флот, Військово-морський флот СРСР). Член КПРС с 1955 року.

## Біографія
Військову службу почав серпні 1952 року рядовим сапером-солдатом 355-го окремого морського інженерного батальйону Інженерного управління ЧЧФ. У квітні 1953 року був переміщений по штату у взвод інженерної розвідки 1-ї саперної роти на посаду сапера розвідника військової частини № 34305. У липні 1953 року брав участь у повторному суцільному розмінуванні території Головної бази ЧЧФ згідно з планом командувача Чорноморським флотом (Сапун гора, Балаклава, Фіолент, Бахчисарай, північна частина Севастополя). У грудні 1953 року був направлений до 3-ї школи сержантського складу інженерних частин ЧФ на посаду інструктора зміни-сержанта. З жовтня 1955 року продовжував службу старшим утримувачем-сержантом військового складу 1477 Інженерного управління флоту. У жовтні 1956 року продовжив службу на посаді (помічника) старшого інструктора-мічмана 6-го морського розвідувального пункту ЧЧФ.
У серпні 1968 року брав участь у придушенні «празької весни» (Влтава-666) у складі снайперської групи повітряного базування радянського контингенту в операції ліквідації керівництва Чехословаччини. Операція була скасована.
У листопаді 1968 року після закінчення навчання у Київському вищому загальновійськовому командному Двічі Червонопрапорному училищі ім. Фрунзе був призначений на посаду помічника начальника штаба по мобілізаційній роботі (17-та окрема бригада спеціального призначення Чорноморський флот СРСР) у званні старшого лейтенанта військової частини № 34391, яка знаходилась на острові Первомайський біля міста Очаків Миколаївської області.

## Джерело
- http://www.proza.ru/2012/12/12/758 [Архівовано 25 квітня 2014 у Wayback Machine.]

| Емблема Збройних сил України | Це незавершена стаття про військового чи військову Збройних сил України. Ви можете допомогти проєкту, виправивши або дописавши її. |